# Заготовка (материал)

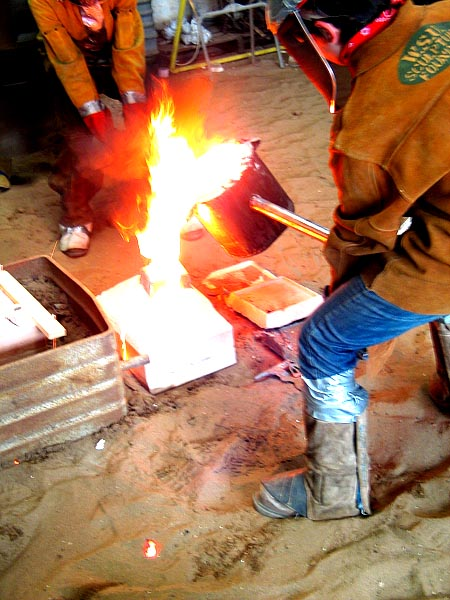
Литьё один из способов получения заготовки (отливки)

Заготовкой в машиностроении (производстве) называют предмет производства, из которого путём дальнейшей обработки будет получена деталь или неразъёмная сборочная единица. Выбор правильного способа получения заготовки в значительной степени определяет качество (механические, электрические, химические свойства), а также издержки на производство, связанные с дальнейшей обработкой предмета. Поэтому внедряются всё новые способы получения заготовок, позволяющие свести издержки к минимуму, и улучшить свойства изделия. Выбранный способ получения заготовки определяет перечень применимых материалов для неё, и наоборот — жёстко заданный материал ограничивает варианты заготовок.

## Типы и способ получения заготовок

### Отливка
Заготовка, получаемая заполнением расплавляемым материалом литейной формы. Изготовляется из плавких материалов таких как металлы, термопластичные пластмассы, камень. Как правило, не позволяет получить самые высокие прочностные показатели, но способ дёшев, быстр и универсален (не все материалы куются). В зависимости от температуры плавления, агрессивности для форм, необходимой точности детали и сложности её формы, применяют различные варианты отливок:
- - в песчано-глинистые формы (самые дешёвые формы, выдерживающие высокие температуры. Обычно для отливок из чугуна). Форму подготавливают с помощью деревянного или другого шаблона[2];
  - в кокиль (металлическую форму). Применяют для легкоплавких материалов (алюминий, магний, пластмассы) ;
  - в оболочковые формы (связующим вместо глины служит смола, песок обеспечивает жаростойкость). Позволяют повысить точность отливки из более тугоплавких материалов (сталь, чугун);
  - стержневые формы (разновидность песчано-глинистых, позволяющая получить внутренние полости в заготовке);
  - по выплавляемым моделям. Особенностью является повышенная точность отливки, с высокой температурной стойкостью. Отливки из стали, чугуна, цветных металлов и сплавов. Во многих случаях позволяет избежать мехобработки части поверхностей; Часто применяется для получения деталей сложной формы (судовые винты, колокола соборов), уникальных или малосерийных деталей[2];
  - под давлением. То же, что литьё в кокиль, но для ускорения заполнения формы используют давление газа. Легкоплавкие материалы. Позволяет получить более чистую поверхность по более высокому классу точности, во многих случаях не нуждающуюся в обработке.;
  - центробежным литьём.(разновидность литья в кокиль, заполнение формы ускоряется за счёт вращения её вокруг оси). Пустотелые заготовки из легкоплавких материалов;
  - электрошлаковое литьё, литьё под вакуумом позволяют получить более чистые по неметаллическим включениям и газам заготовки-отливки, а тем самым более высокую вязкость и пластичность материала. Стволы артиллерийских орудий, броневые листы, крыльчатки газовых турбин, и подобные детали.

### Поковка
Заготовка из деформируемого при нагреве (чаще всего) материала, такого как сталь. Обработку ведут на горизонтально-ковочных машинах (ГКМ), ранее применялись вертикально-ковочные машины; в ремесле до сих пор применяется ручная ковка заготовок. Позволяет получить высокие прочностные и пластические свойства.

### Штамповка
Заготовку получают в штампе (матрице), обычно состоящей из двух частей. Истекающий из матрицы материал образует так называемый облой, который отрезают при дальнейшей обработке. Позволяет получить высокую прочность и вязкость, сохранить волокна металла не перерезанными (изготовление коленчатых валов).

### Холодная объёмная штамповка
Вариант штамповки без подогрева, со значительной степенью деформации материала (высадка, протяжка, калибровка, осадка, чеканка и другие). Позволяет упрочнить материал в процессе придания ему нужной формы. Применение: крепёж (болты, гайки), рычаги, кулисы. Материал заготовки — малоуглеродистая сталь. Преимущество в резком уменьшении объёма последующей обработки и отходов при мехобработки, недостаток — большие усилия при штамповке, ограниченность размеров заготовки, и величины деформации (горячая штамповка позволяет большие величины деформации за переход).

### Холодная листовая штамповка
Штамповка заготовок корпусных элементов толщиной до 8 мм. Позволяет значительно упрочнить материал, если применяется двухфазная ферритно-мартенситная сталь.

### Горячая листовая штамповка
Штамповка заготовок корпусных элементов более 8 мм. Экономичная альтернатива литью (бесшовные, сварные трубы).

### Точная вырубка
Получение заготовки вырубанием из листового материала. Детали плоской формы (звёздочки велосипедов, кожухи, обтекатели). Материал — обычно, сталь.

### Прессование
Придание необходимой формы материалу путём выдавливания его через фильеру в форму. Бывает многократным, позволяя значительно изменить форму. Заготовка из металла получает высокую прочность, обусловленную деформационным упрочнением (заклёпки, шпильки). Вариант: прессование порошков (порошковая металлургия). Плюс: малые потери при изготовлении, высокая точность; минус — ограниченный выбор материалов.

#### С последующим спеканием
Применяется для порошковых материалов, таких как металлические порошки. Применяется, например, для получения монолитного вольфрама. Спекание увеличивает прочность прессованных деталей, приближающуюся тем самым к монолитным. Но пластичность прессованных спекаемых заготовок ниже монолитных.

### Химико-термическое формование
Применимо к термореактивным пластмассам, либо другим материалам, реагирующим при температуре формования. Полученная после остывания заготовка не может быть далее деформирована, по форме максимально приближена к готовому изделию (корпуса электрических вилок, розеток, корпусные элементы из пластмассы, игрушки, посуда, крыльчатки насосов, шкивы, обтекатели космических ракет).

## Материалы заготовок
Материалы выбираются в соответствии с типом заготовки. Так, для литья выбираются термопластичные пластмассы, литейные марки стали, чугун, цветные сплавы и камень; штамповкой или ковкой можно обрабатывать мало- и среднеуглеродистые (легированные) стали. Для прессования годятся порошковые материалы, и т. д. Новые материалы, облегчающие обработку, увеличивающие точность и повышающие свойства, применимы для конкретных видов заготовок (стали для холодной объёмной штамповки, двухфазные ферритно-мартенситные стали, стали регламентированной прокаливаемости, и т. д.).